# Agapornis lilianae
Agapornis lilianae là một loài chim trong họ Psittacidae.

## Hình ảnh

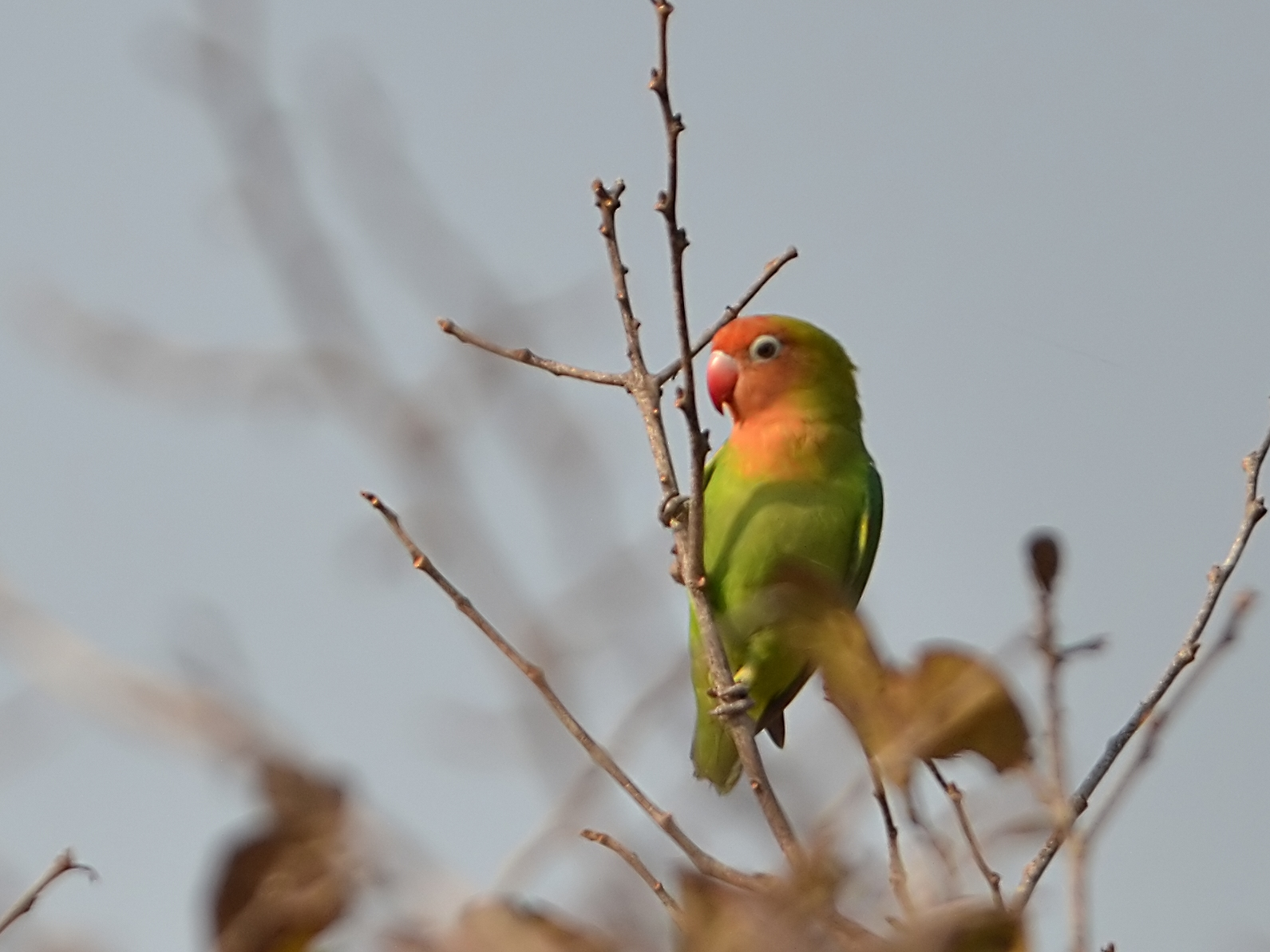
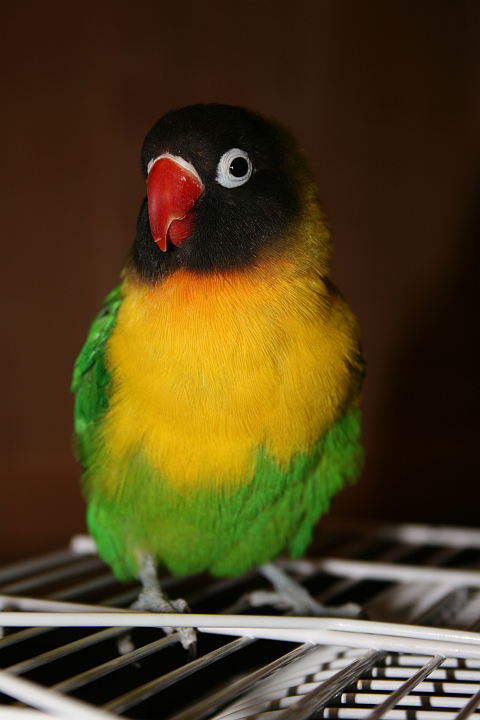
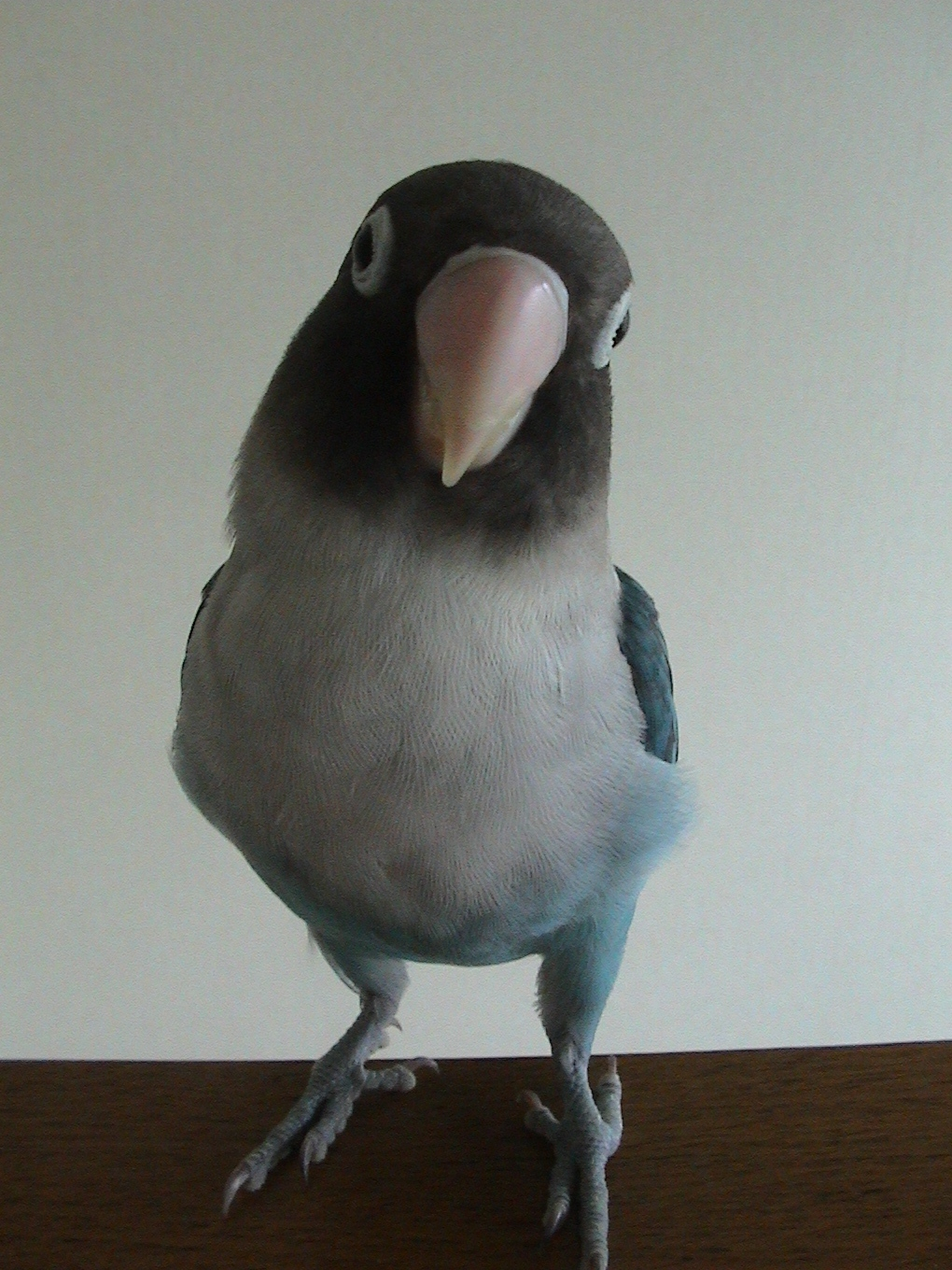
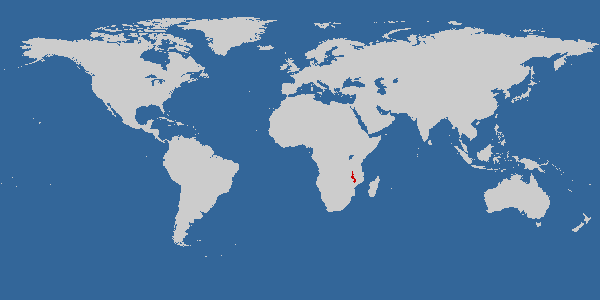